# Parus major
La cinciallegra (Parus major Linnaeus, 1758) è un uccello passeriforme appartenente alla famiglia dei Paridi.

## Descrizione
La cinciallegra ha una lunghezza compresa tra 13,5 e 15 cm, presenta un piumaggio verdastro sul dorso, con coda e ali grigio bluastre. Il capo e la gola sono di colore nero lucido, con guance bianche. La parte nera sul capo ricorda una maschera che copre tutto il capo. Il petto giallo è attraversato longitudinalmente da una linea nera dalla gola all'addome che, nei maschi, è leggermente più larga.
Diventa facilmente confidente nei confronti dell'uomo, può arrivare ad accettare il cibo offertole direttamente con le mani.
Trattasi di un uccello dal carattere territoriale e molto aggressivo nei confronti dei consimili e soprattutto di altre specie di uccelli di taglia simile che vengono scacciate con aggressività soprattutto se si avvicinano al nido o al cibo. A causa di questa sua attitudine a volte picchia insistentemente sui vetri delle finestre, vedendosi specchiata e scambiandosi per un rivale.

## Biologia

### Alimentazione
La cinciallegra è un vorace insettivoro che predilige nutrirsi tra i rami bassi e nel terreno. Larve, api e ragni sono il suo cibo preferito ma a causa della sua voracità gradisce molto anche semi, frutta e bacche.
Il cibo viene sminuzzato col becco e tenuto fermo con le zampe. Accetta volentieri il cibo offerto in mangiatoie dall'uomo.

### Riproduzione
La cinciallegra nidifica nelle cavità protette degli alberi, dei muri e nelle cassette-nido, costruendo il nido con muschi, peli e piume.
Depone le uova (normalmente 8-15) tra aprile e maggio. Lisce, bianche con piccole macchie rosso scuro, sono covate dalla femmina per circa 15 giorni. I piccoli vengono accuditi da entrambi i genitori per circa 20-30 giorni dalla dischiusa.

### Canto
Il suo canto vario e melodioso, udibile tra metà gennaio e giugno, si articola prevalentemente da 2-3 sillabe ripetute; non è raro che imiti gli altri uccelli nel loro canto.

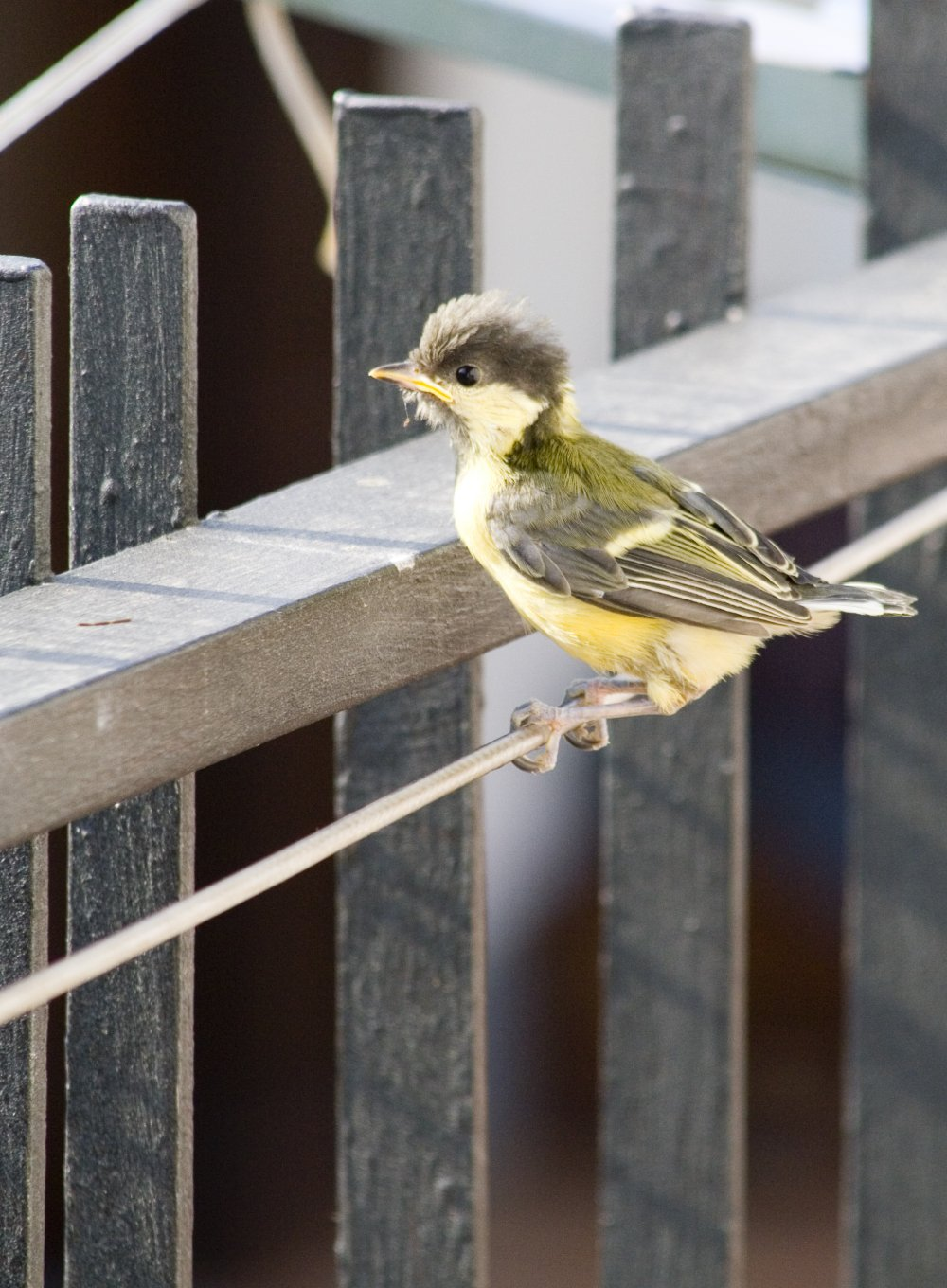
Pullus di cinciallegra

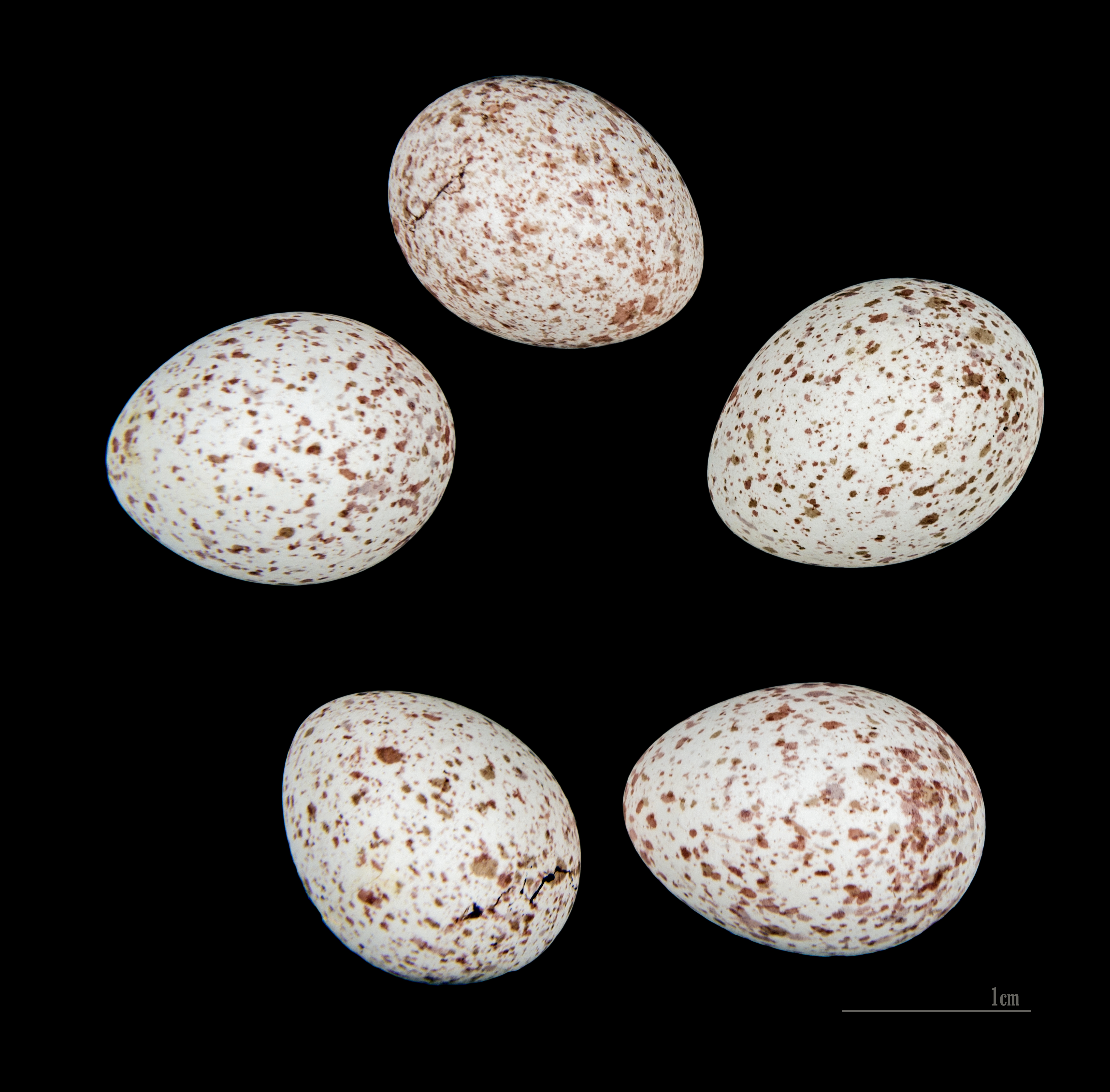
Uova di cinciallegra

## Distribuzione e habitat
È la più comune delle cince ed è distribuita in Europa e Nord Africa prediligendo le basse altitudini, come le zone collinari e pianeggianti. Vive nei boschi di conifere, frequenta ambienti semi-alberati quali margini di boschi, frutteti, campi con filari d'alberi, giardini e parchi urbani. Si adatta molto bene alle trasformazioni operate dall'uomo sul territorio e proprio la presenza di aree agricole le consente di popolare la media montagna sino a 1500–1800 m di quota. È una delle poche specie di uccelli presenti regolarmente anche nei centri cittadini, dove frequenta giardini e viali alberati. In Italia è una specie nidificante, residente e stanziale molto diffusa. Svernante e migratrice, in Italia la si può trovare dappertutto in ogni mese dell'anno, in particolare in inverno.

## Riferimenti nella cultura di massa
La cinciallegra viene raffigurata sulla copertina dell'album "Caffè de la Paix" di Franco Battiato.

## Galleria d'immagini

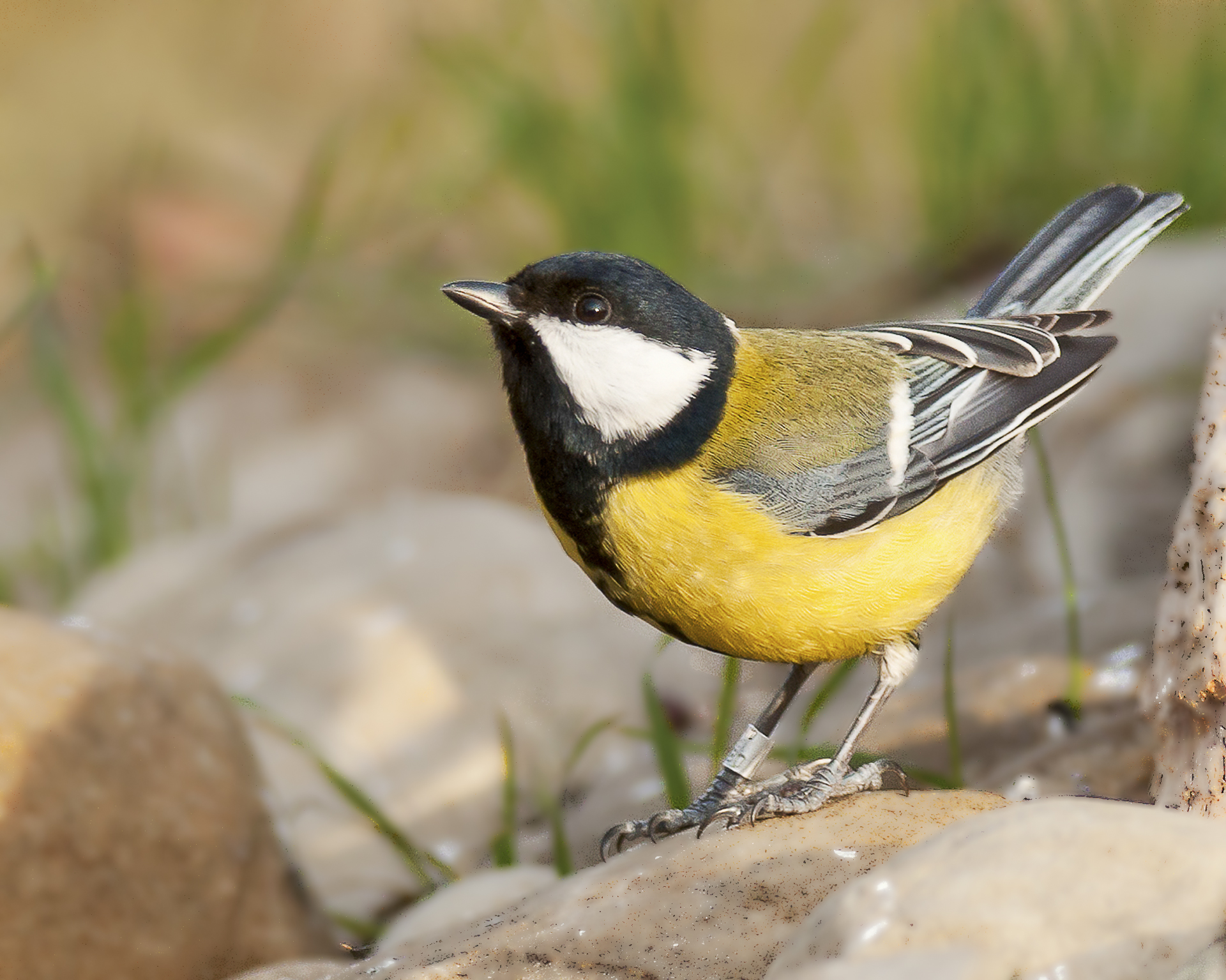
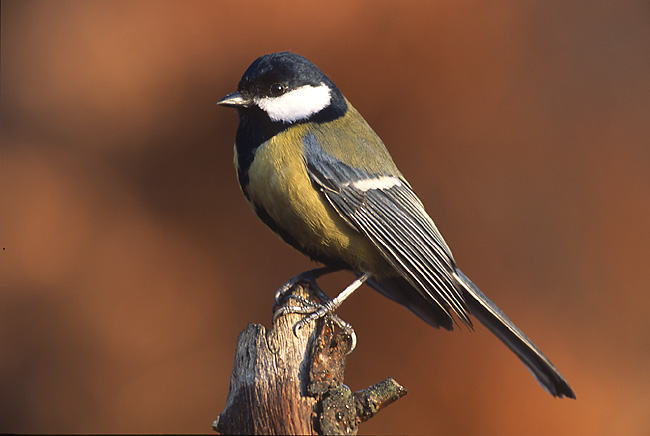
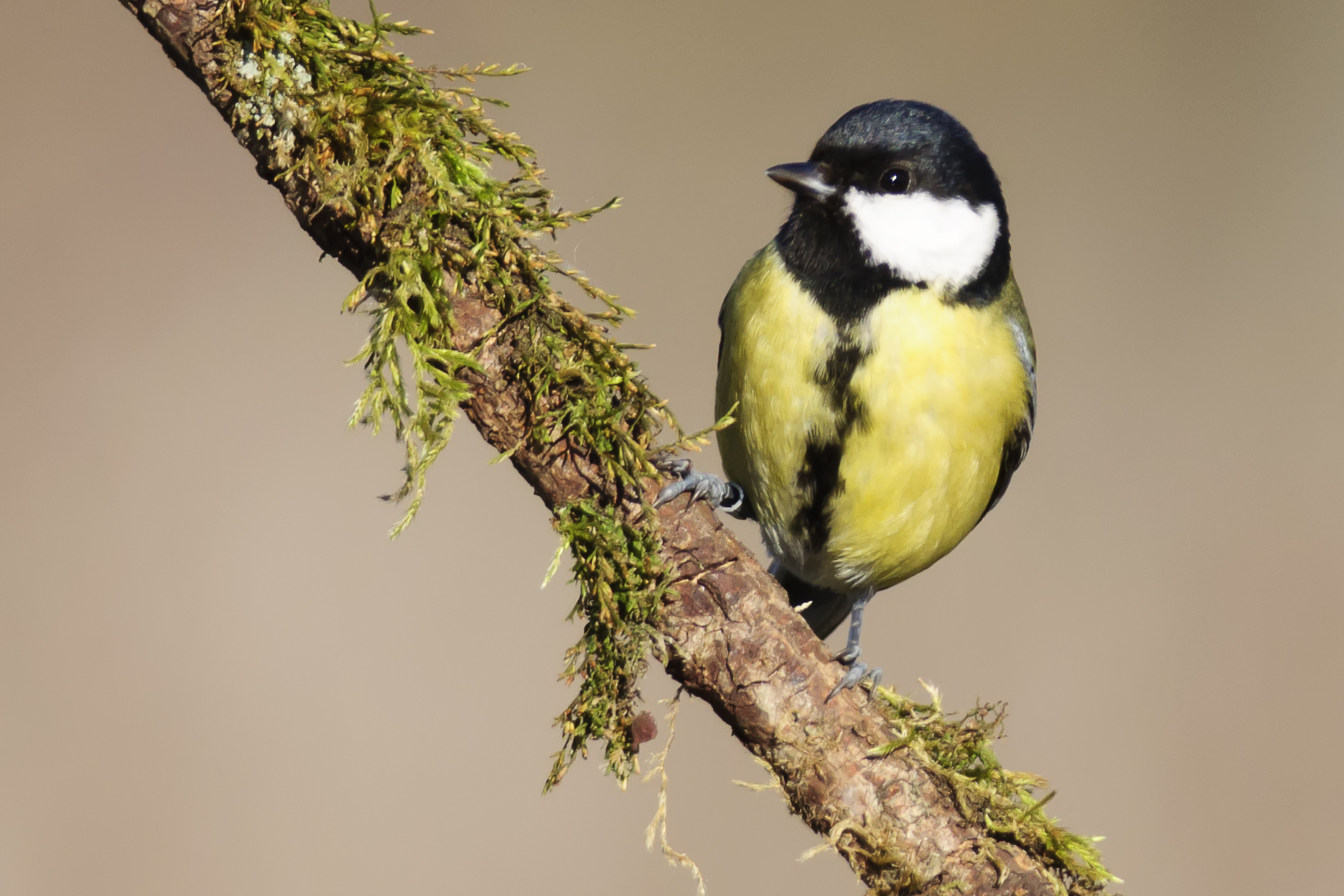
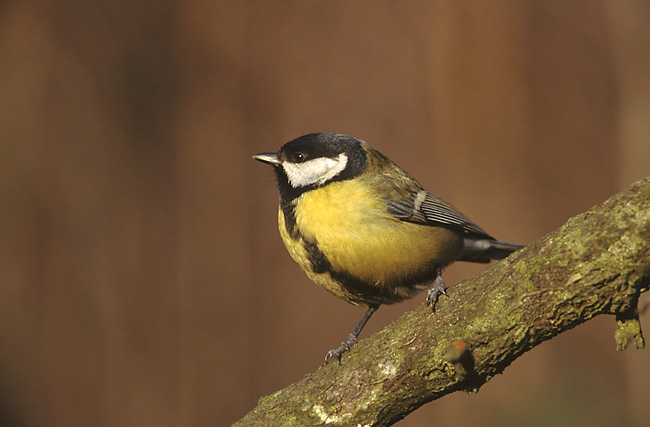